# Translatie (biologie)

De productie van een polypeptide op basis van de genetische code in het mRNA binnen een ribosoom

Translatie is het biologische proces waarbij de eiwitcoderende sequentie van een mRNA-molecuul gebruikt wordt voor de synthese van een eiwit. De volgorde van nucleotiden, opgeslagen in een mRNA-streng, wordt tijdens de translatie vertaald naar een volgorde van aminozuren. De translatie speelt zich af in het ribosoom en verloopt aan de hand van transfer-RNA (tRNA).
Het tRNA brengt een bepaald aminozuur naar een groeiende polypeptideketen. De overdracht vindt plaats met behulp van triplets van nucleotiden, doordat elk van deze triplets is gebonden aan een aminozuur. Een mRNA-triplet is een codon en de complementaire tRNA-triplet een anticodon. Nadat aan een triplet van het mRNA een passend tRNA gekoppeld is, wordt het aan het tRNA hangende aminozuur met een peptidebinding aan de eiwitketen gekoppeld. Het vorige tRNA verlaat, nu zonder een aminozuur, het ribosoom. Vervolgens kan een volgende tRNA aan het mRNA gaan zitten en herhaalt zich het proces. Het ribosoom wandelt tijdens dit proces met een stapgrootte van een codon over het mRNA. Aan het eind van het mRNA zit een stopcodon, waaraan zich geen tRNA kan aanhechten. Daar stopt de aanmaak van het eiwit.
Bij de binding aan het ribosoom bindt het tRNA in de A-plaats van het mRNA, maar alleen wanneer het anticodon van het tRNA overeenkomt met het codon van het mRNA in de A-plaats. Zo bindt AAG op het tRNA als anticodon dus met UUC op het codon in de A-plaats van het ribosoom. Het anticodon en de bindingsplaats voor het aminozuur bevinden zich ten opzichte van elkaar aan de andere kant van het tRNA. tRNA wordt afgelezen door RNA-polymerase III.

## Begin van translatie
In het algemeen bindt bij het begin van de translatie het kleine gedeelte van het ribosoom zich aan het startcodon van het mRNA. Vanaf deze plek begint het aflezen van het mRNA voor het te vormen eiwit. Dit is meestal een AUG-codon, dat voor methionine codeert, maar bij prokaryoten kan het startcodon ook anders zijn. De benodigde energie wordt verkregen door hydrolyse van guanosine-trifosfaat (GTP).
Bij bacteriën bindt het aangepaste aminozuur N-formylmethionine (f-Met) zich aan het mRNA. In f-Met wordt de aminogroep echter geblokkeerd doordat de formylgroep met de aminogroep een amide vormt, waardoor deze aminogroep geen peptideverbinding tussen de aminozuren kan vormen. Dit geeft geen problemen omdat de f-Met aan het amino-einde van het eiwit zit. Bij bacteriën gebeurt het binden van het kleine ribosomale deel op de juiste plaats van het mRNA door basenparing aan een serie basen bekend als de Shine-Dalgarnosequentie, dat 4 tot 7 nucleotiden 5' voor de startplek AUG zit. De Shine-Dalgarnosequentie bestaat voor het grootste deel uit een UAG-codon en een rRNA (ribosomaal RNA) complementair deel (ACAGCU) en is complementair aan gaucaCCUCCUuaOH op het 3'-eind van het 16S rRNA. Bij eukaryoten is deze sequentie anders; dit is de Kozaksequentie.
Shine-Dalgarno sequentie: 

5'--AGGAGGACAGCUAUG→3' de ribosomale bindingsplaats is AGGAGG

Kozak sequentie: 

5'—A/GCCACCAUGG→3' de ribosomale bindingsplaats is ACCACC of GCCACC

## RNA-codontabel
Deze tabel toont de 64 codons en de aminozuren waarvoor elk codon codeert.
|         |   | 2e base | 2e base                   | 2e base | 2e base           | 2e base | 2e base            | 2e base | 2e base            | 2e base | 2e base | 2e base |
| U       | U |         | C                         | C       |                   | A       | A                  |         | G                  | G       |         |         |
| ------- | - | ------- | ------------------------- | ------- | ----------------- | ------- | ------------------ | ------- | ------------------ | ------- | ------- | ------- |
| 1e base | U | UUU     | (Phe/F) Fenylalanine      | UCU     | (Ser/S) Serine    | UAU     | (Tyr/Y) Tyrosine   | UGU     | (Cys/C) Cysteïne   |         |         |         |
| 1e base | U | UUC     | (Phe/F) Fenylalanine      | UCC     | (Ser/S) Serine    | UAC     | (Tyr/Y) Tyrosine   | UGC     | (Cys/C) Cysteïne   |         |         |         |
| 1e base | U | UUA     | (Leu/L) Leucine           | UCA     | (Ser/S) Serine    | UAA     | Stop               | UGA     | Stop               |         |         |         |
| 1e base | U | UUG     | (Leu/L) Leucine           | UCG     | (Ser/S) Serine    | UAG     | Stop               | UGG     | (Trp/W) Tryptofaan |         |         |         |
| 1e base |   |         |                           |         |                   |         |                    |         |                    |         |         |         |
| 1e base | C | CUU     | (Leu/L) Leucine           | CCU     | (Pro/P) Proline   | CAU     | (His/H) Histidine  | CGU     | (Arg/R) Arginine   |         |         |         |
| 1e base | C | CUC     | (Leu/L) Leucine           | CCC     | (Pro/P) Proline   | CAC     | (His/H) Histidine  | CGC     | (Arg/R) Arginine   |         |         |         |
| 1e base | C | CUA     | (Leu/L) Leucine           | CCA     | (Pro/P) Proline   | CAA     | (Gln/Q) Glutamine  | CGA     | (Arg/R) Arginine   |         |         |         |
| 1e base | C | CUG     | (Leu/L) Leucine           | CCG     | (Pro/P) Proline   | CAG     | (Gln/Q) Glutamine  | CGG     | (Arg/R) Arginine   |         |         |         |
| 1e base |   |         |                           |         |                   |         |                    |         |                    |         |         |         |
| 1e base | A | AUU     | (Ile/I) Isoleucine        | ACU     | (Thr/T) Threonine | AAU     | (Asn/N) Asparagine | AGU     | (Ser/S) Serine     |         |         |         |
| 1e base | A | AUC     | (Ile/I) Isoleucine        | ACC     | (Thr/T) Threonine | AAC     | (Asn/N) Asparagine | AGC     | (Ser/S) Serine     |         |         |         |
| 1e base | A | AUA     | (Ile/I) Isoleucine        | ACA     | (Thr/T) Threonine | AAA     | (Lys/K) Lysine     | AGA     | (Arg/R) Arginine   |         |         |         |
| 1e base | A | AUG     | (Met/M) Methionine, Start | ACG     | (Thr/T) Threonine | AAG     | (Lys/K) Lysine     | AGG     | (Arg/R) Arginine   |         |         |         |
| 1e base |   |         |                           |         |                   |         |                    |         |                    |         |         |         |
| 1e base | G | GUU     | (Val/V) Valine            | GCU     | (Ala/A) Alanine   | GAU     | (Asp/D) Aspartaat  | GGU     | (Gly/G) Glycine    |         |         |         |
| 1e base | G | GUC     | (Val/V) Valine            | GCC     | (Ala/A) Alanine   | GAC     | (Asp/D) Aspartaat  | GGC     | (Gly/G) Glycine    |         |         |         |
| 1e base | G | GUA     | (Val/V) Valine            | GCA     | (Ala/A) Alanine   | GAA     | (Glu/E) Glutamaat  | GGA     | (Gly/G) Glycine    |         |         |         |
| 1e base | G | GUG     | (Val/V) Valine            | GCG     | (Ala/A) Alanine   | GAG     | (Glu/E) Glutamaat  | GGG     | (Gly/G) Glycine    |         |         |         |

## Prokaryoten
Prokaryoten zoals bacteriën hebben geen celkern. Hierdoor kunnen bij het mRNA translatie en transcriptie tegelijk plaatsvinden. De translatie is polyribosomaal, omdat er meer dan één ribosoom actief is. Het systeem van translatie bij prokaryoten is hetzelfde als bij eukaryoten. De samenstelling van de ribosoom is bij prokaryoten echter anders dan bij eukaryoten: 70S respectievelijk 80S. Hierop spelen sommige antibiotica in.